# 2024年パリパラリンピックのバルバドス選手団
2024年パリパラリンピックのバルバドス選手団は、2024年8月28日から9月8日までフランスのパリで開催された2024年パリパラリンピックバルバドス選手団の名簿。

## 選手団
- 人員: 選手 1人
- 開会式旗手: アントワーン・ボイス＝ヴォーン

## 種目別選手・スタッフ名簿及び成績

### 競泳
| 選手                           | 種目             | 予選   | 予選 | 決勝     | 決勝     |
| 選手                           | 種目             | 結果   | 順位 | 結果     | 順位     |
| ------------------------------ | ---------------- | ------ | ---- | -------- | -------- |
| アントワーン・ボイス＝ヴォーン | 男子50m自由形 S9 | 34秒28 | 18位 | 予選敗退 | 予選敗退 |